# Khasi

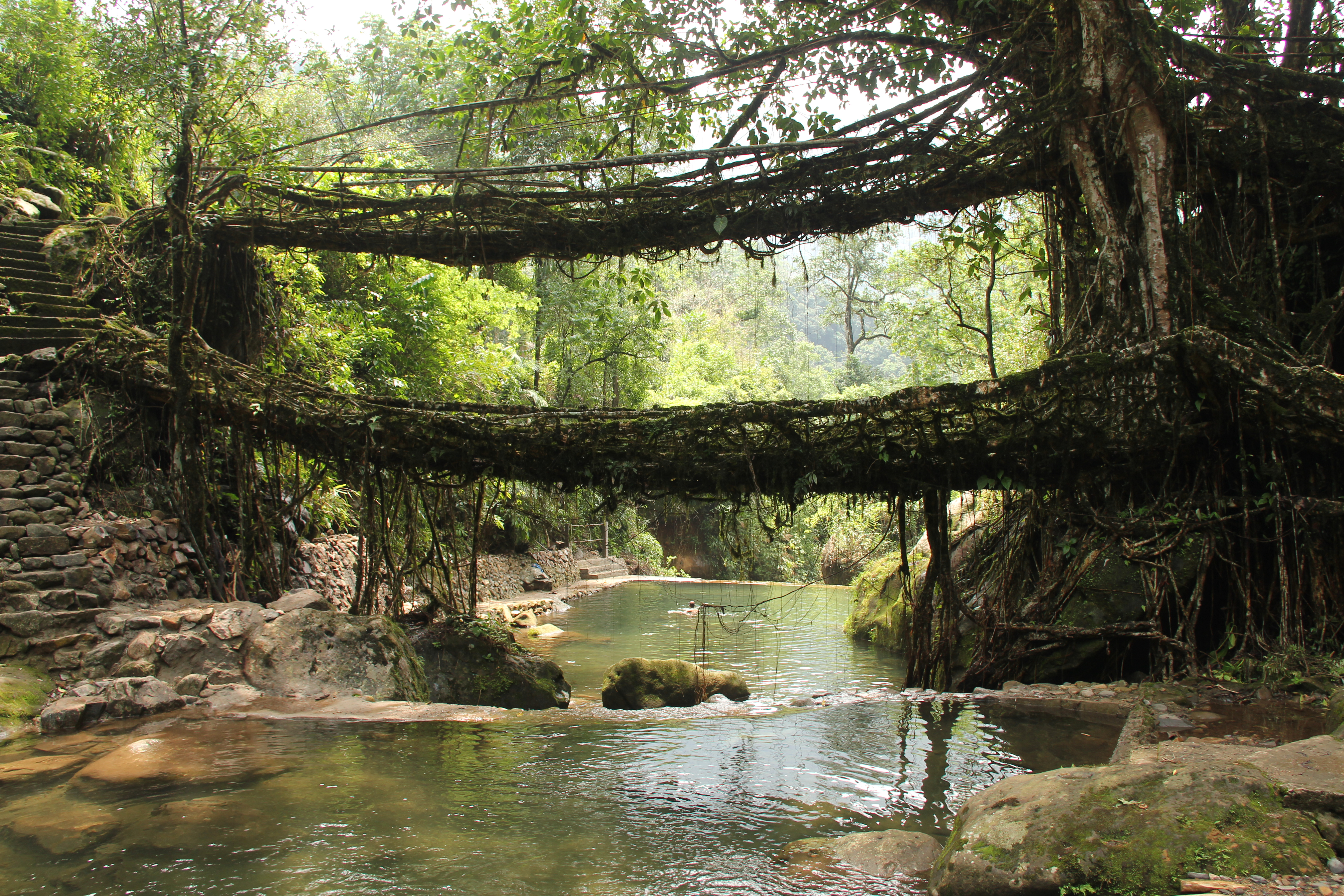
Trädrotsbroar i byn Nongriat i Meghalaya i Indien

Khasi (eller Kasi, Kasia, Khassia, Khassee, Khasijintia), ett i mellersta delen av historiska Assam mellan Brahmaputradalen i norr och Sylhet i söder bosatt indiskt folk, som själv kallar sig kyi och i språkligt-etnografiskt i hänseende står lika isolerat såväl från de ursprungliga indoariska assamiterna som från de talrika inom Assam bosatta, men till den stora tibeto-burmanska folkgruppen hörande stammarna.
Inom sitt bergiga land bibehåller khasi ännu, liksom sina grannar av nyssnämnda grupp (garo i väster och nagastammarna i öster), sitt politiska och religiösa oberoende. Khasi är naturdyrkare, hinduer, kristna och muslimer, och bildade tidigare flera små, sinsemellan oavhängiga republiker.
Deras i lingvistiskt hänseende intressanta språk, som delar sig i sex skilda dialekter, tillhör mon-khmer-gruppen inom de austroasiatiska språken. Det skrivs sedan mitten av 1800-talet med en variant av det latinska alfabetet.
Khasifolkets kultur innefattar en matrilineär familjestruktur.